# Flockmentalitet
| Flockmentalitet |
| --- |
| Starflock med rovfågel strax bredvid. - Betydelse – individens benägenhet att agera i grupp och utan eftertanke - Synonym – flockbeteende, massinstinkt - Relaterade ord – flock, mobb, stim |

Flockmentalitet, flockbeteende eller massinstinkt är gemensamma stämningar eller beteenden hos en grupp individer. Det syftar på många individers vilja att tillhöra en grupp och handla i linje med dess åsikter och beteenden. Individerna i flocken agerar utan eftertanke eller rationellt tänkande, och ofta känslomässigt. Beteendet är särskilt vanligt hos utpräglade flockdjur, där det kan beskrivas som ett naturligt kollektivt beteende.
Individers önskan att göra som gruppen kan leda till konformism, att man anpassar sig till gruppens övergripande beteende. Detta kan leda till positivt eller negativt beteende. Det senare kan leda till våldsamheter, när aggressiva folksamlingar (mobbar) agerar destruktivt utifrån tron på en näraliggande fiende eller yttre hot. Inom den ekonomiska världen anses aktiebörser ofta styras av flockmentalitet, där folk ibland automatiskt gör som andra eftersom de tror att det gynnar dem.
Flockmentalitet förekommer hos sociala djurarter, inklusive människan, många savanndjur, fisk- och fågelarter. Hos många djurarter kan flockmentalitet fungera som en överlevnadsinstinkt. Exempel på detta är när fiskstim eller fågelflockar agerar unisont, för att göra det svårare för en rovfisk respektive rovfågel att attackera de enskilda individerna i stimmet eller flocken.